# Plauer Brücke
Die Plauer Brücke ist eine Brücke über die Havel in Brandenburg an der Havel im Ortsteil Plaue. Die Brücke wird heute auch als Alte Plauer Brücke bezeichnet, da 2002 eine neue Brücke über die Havel eröffnet wurde, und die Plauer Brücke für den Fahrzeugverkehr gesperrt wurde. Die Brücke verbindet Plaue mit dem Ortsteil Margarethenhof.

## Geschichte
Die Havel ist im Allgemeinen breit, hier in Plaue ist sie aber natürlich verengt. Aus diesem Grund bestand hier bereits im 13. Jahrhundert eine Brücke. Im Jahre 1244 wurde die Brücke zerstört. Ab 1459 gab es dann wieder eine Brücke, die allerdings in diversen Kriegen (unter anderem dem Dreißigjährigen Krieg) zerstört wurde. Sie wurde aber immer wieder aufgebaut. Im Jahre 1829 stürzte die neu erbaute Brücke unter der Belastung ein. Die Postlinie Berlin – Magdeburg lief hier lang. Die Brücke wurde von 1836 bis 1837 wieder aufgebaut.
Die heutige Stahlbrücke wurde von 1903 bis 1904 erbaut. Die Brücke hat eine Länge von 130 Meter und eine Breite von 10,7 Meter. Im Flussbett befinden sich zwei Stützen, die Spannweite dazwischen beträgt 42,7 Meter. Die Brücke ist eine genietete Stahlfachwerkbrücke mit Halbparabel-Fachwerkträgern. Die Geländer sind in der Form des Jugendstils erbaut worden. Die Fahrbahn ist gepflastert, am nördlichen Rand der Fahrbahn befand sich ein Gleis der Straßenbahn. Am Ende des Zweiten Weltkrieges wurde der mittlere Teil der Brücke zerstört. Nach dem Krieg wurde die Brücke wieder aufgebaut. Am 28. September 2002 wurde der Straßenbahnverkehr über die Brücke eingestellt und der Autoverkehr der B 1 über die neue Brücke geführt. Die alte inzwischen baufällige Brücke kann von Fußgängern und Radfahrern genutzt werden. Die Fußwege, welche aus Holzbohlen bestanden, wurden gesperrt und bis auf die Eisenträger demontiert.
Im Oktober 2020 begannen an der Brücke Sanierungsarbeiten, weshalb diese für den Fuß- und Radverkehr gesperrt wurde.

## Bedeutung
Es gibt nur noch wenige Brücken aus der Zeit vor dem Ersten Weltkrieg. Durch die Gestaltung im Jugendstil ist sie ein wichtiges Baudenkmal.

## Bilder

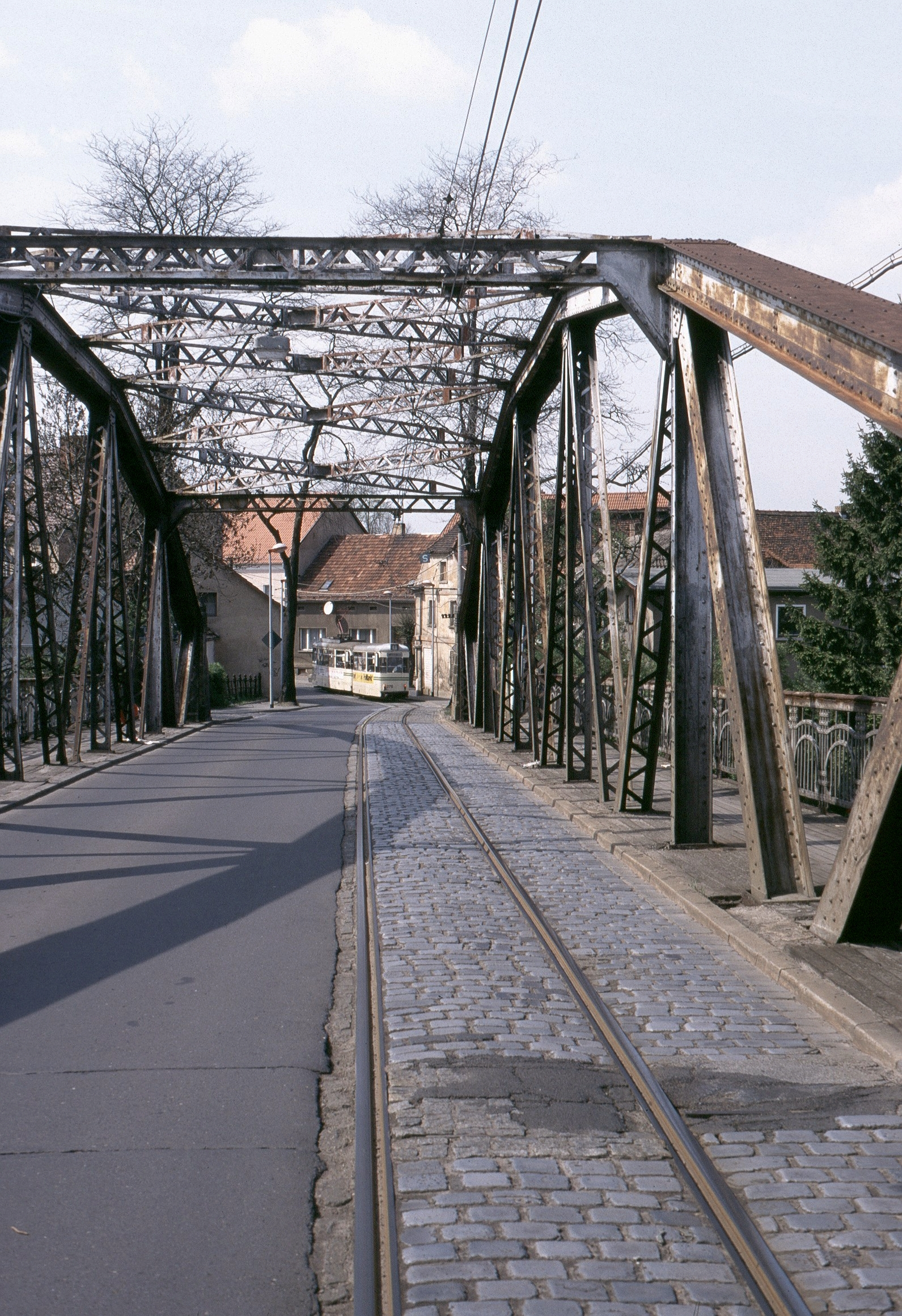
Die Brücke, noch mit Fußwegen und Straßenbahnverkehr
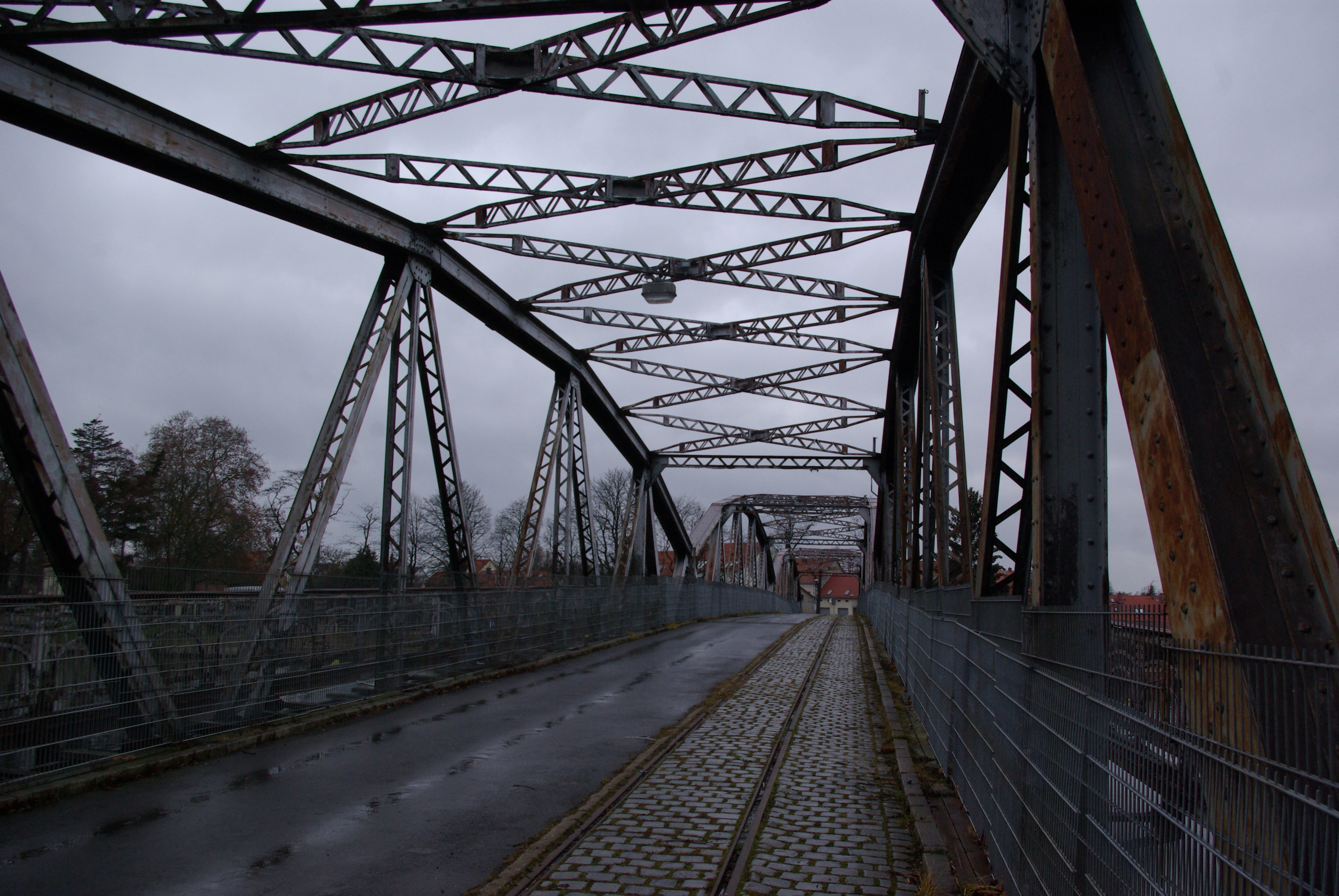
Die Brücke von Margarethenhof aus
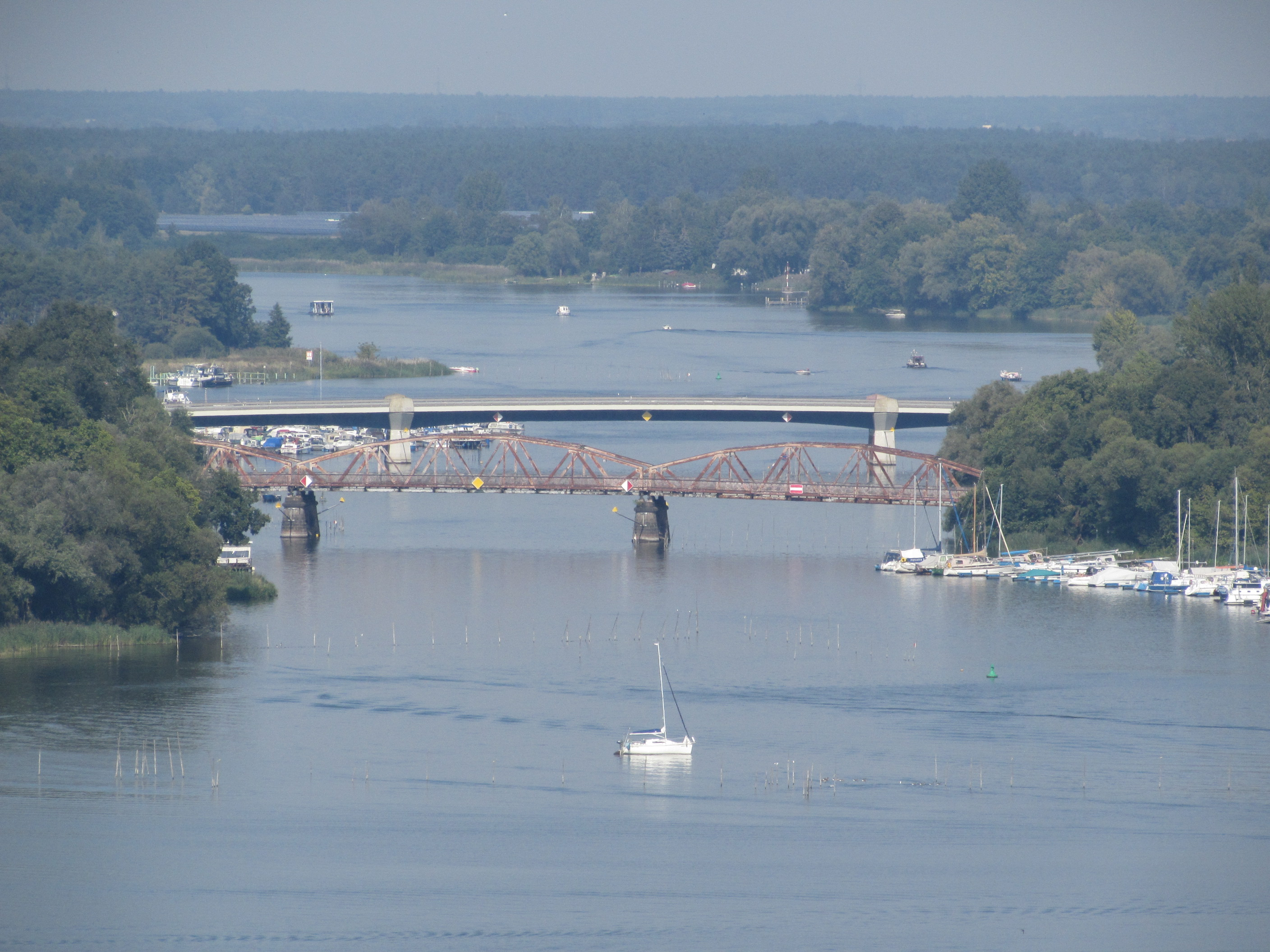
Blick auf die Plauer Brücke; im Hintergrund die Westhavellandbrücke
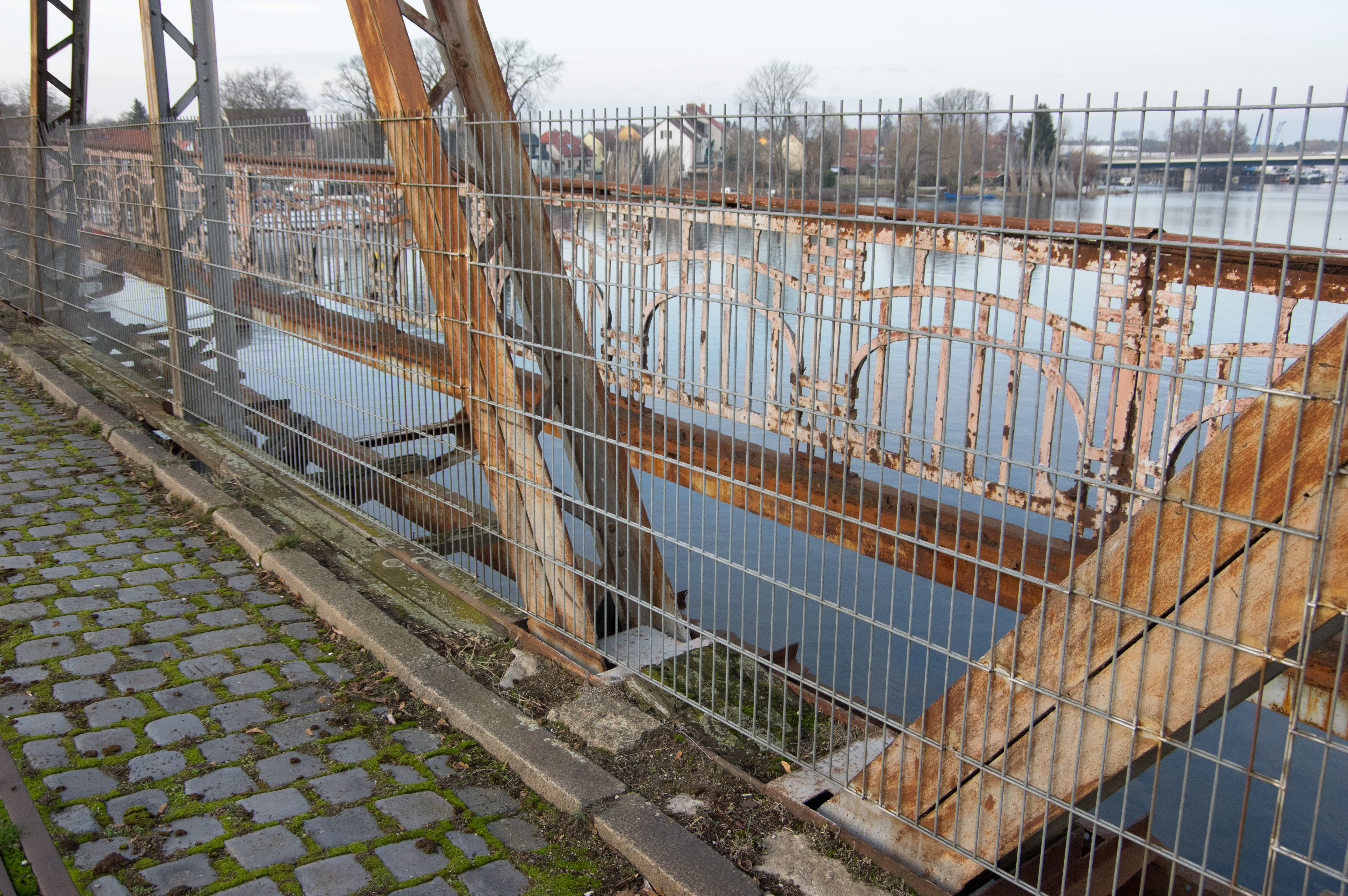
Der ehemalige Fußweg der Brücke

## Karten
- Folke Stender: Redaktion Sportschifffahrtskarten Binnen 1 Nautische Veröffentlichung Verlagsgesellschaft ISBN 3-926376-10-4.
- Autorenkollektiv: W. Ciesla, H. Czesienski, W. Schlomm, K. Senzel, D. Weidner, Schiffahrtskarten der Binnenwasserstraßen der Deutschen Demokratischen Republik 1:10.000, Band 3 Herausgeber: Wasserstraßenaufsichtsamt der DDR, Berlin 1988 OCLC 830889996